# Pop Muzik
Pour l'album de Thierry Hazard, voir Pop Music.
Singles de M
Moderne Man
(1979) Moonlight and Muzak
(1979)
Pop Muzik est un single du groupe britannique M en 1979. Il atteint la deuxième place des meilleures ventes de singles au Royaume-Uni et la première place aux États-Unis, en Australie et au Canada.

## Classements

### Classements hebdomadaires
| Classement (1979–1980)                 | Meilleure position |
| -------------------------------------- | ------------------ |
| Afrique du Sud (Springbok Radio)       | 1                  |
| Allemagne (Media Control AG)           | 1                  |
| Australie (Kent Music Report)          | 1                  |
| Autriche (Ö3 Austria Top 40)           | 2                  |
| Belgique (Flandre Ultratop 50 Singles) | 3                  |
| Belgique (Flandre VRT Top 30)          | 3                  |
| Canada (100 Singles)                   | 1                  |
| Canada (Adult Oriented Playlist)       | 19                 |
| Canada (CHUM)                          | 8                  |
| Canada (Disco Playlist)                | 1                  |
| Danemark (Tracklisten)                 | 1                  |
| États-Unis (Billboard Hot 100)         | 1                  |
| États-Unis (Cash Box)                  | 4                  |
| États-Unis (Record World)              | 4                  |
| France (SNEP)                          | 5                  |
| Irlande (IRMA)                         | 2                  |
| Italie (FIMI)                          | 5                  |
| Norvège (VG-lista)                     | 5                  |
| Nouvelle-Zélande (RMNZ)                | 3                  |
| Pays-Bas (Nederlandse Top 40)          | 3                  |
| Pays-Bas (Single Top 100)              | 3                  |
| Royaume-Uni (UK Singles Chart)         | 2                  |
| Suède (Sverigetopplistan)              | 1                  |
| Suisse (Schweizer Hitparade)           | 1                  |

| Classement (1979)                | Position |
| -------------------------------- | -------- |
| Afrique du Sud (Springbok Radio) | 5        |
| Australie (Kent Music Report)    | 10       |
| Autriche (Ö3 Austria Top 40)     | 6        |
| Belgique (Flandre Ultratop 50)   | 28       |
| Canada (Top 200 Singles)         | 21       |
| États-Unis (Cash Box)            | 15       |
| Italie (FIMI)                    | 18       |
| Pays-Bas (Nederlandse Top 40)    | 28       |
| Pays-Bas (Single Top 100)        | 29       |
| Suisse (Schweizer Hitparade)     | 13       |

| Classement (1980)              | Position |
| ------------------------------ | -------- |
| États-Unis (Billboard Hot 100) | 40       |

| Pays              | Certification | Date            | Ventes  |
| ----------------- | ------------- | --------------- | ------- |
| Allemagne (BVMI)  | Or            | 1979            | 250 000 |
| États-Unis (RIAA) | Or            | 5 décembre 1979 | 500 000 |